# Pura Villanueva Kalaw
Pura Villanueva Kalaw (ur. 27 sierpnia 1886, zm. 21 marca 1954) – filipińska działaczka feministyczna, pisarka i dziennikarka.

## Życiorys
Urodziła się w Arevalo w Iloilo. Jej ojciec był Filipińczykiem, matka natomiast pochodziła z Palencii w północnej Hiszpanii. Kształciła się w Colegio de Santa Ana w Molo. W wieku 22 lat zdobyła koronę królowej manilskiego karnawału, zostając tym samym pierwszą w historii osobą uhonorowaną tym tytułem. Karnawał ten w 1926 przekształcono w konkurs Miss Filipin. Z tego powodu Kalaw bywa czasem obdarzana mianem pierwszej filipińskiej królowej piękności.
Wcześnie zaangażowała się w działania na rzecz praw kobiet, znalazła się wśród współzałożycielek grupy sufrażystowskiej Asociación Feminista Ilongga (1906). Stała za pierwszym projektem ustawy przyznającej kobietom prawo do głosowania, który przedłożono filipińskiemu parlamentowi w 1907. Związana z rozmaitymi tytułami prasowymi, chociażby z „El Tiempo”, gdzie prowadziła rubrykę kobiecą, oraz z „Woman’s Outlook”, w którym odpowiadała za sekcję hiszpańskojęzyczną. Doprowadziła do utworzenia (1912) i stanęła na czele manilskiego Klubu Kobiet, założyła także i była pierwszą przewodniczącą League of Women Voters.
Opublikowała szereg książek, w tym The Filipino Woman in the Past and in the Present (1917), The Boyhood of Rizal (1918), Mga Paglulutong Filipino at Pagcoconserva (1934), Consumers’ Cooperatives in the Philippines (1939), The Coconut Cookbook (1941), The Filipino Women in Politics (1942), Osmeña From Newspaperman to President (1946) oraz How the Filipino Got the Vote (1952). Wcześniej, bo już w 1918, wydała Condimentos Indígenas, jedną z pierwszych książek kucharskich w historii Filipin.
W 1910 poślubiła dziennikarza, pisarza i polityka Teodoro M. Kalawa. Mieli 4 dzieci. Jej najstarsza córka Maria Kalaw-Katigbak była modelką, Miss Filipin (1931) i późniejszą senator. Kolejna córka, Purita Kalaw Ledesma, była pisarką i krytyczką sztuki.
W 1951 prezydent Elpidio Quirino odznaczył ją Medalem Prezydenckim w uznaniu jej zasług w walce o prawa kobiet. Ukazała się poświęcona jej biografia Pura Villanueva Kalaw: Her Times, Life, and Works 1886–1954 (1983). Jej imieniem nazwano również szkołę w Quezon City. Życie i dorobek Kalaw były również częścią wystawy poświęconej filipińskim sufrażystkom, zorganizowanej przez ambasadę Filipin w Waszyngtonie.
Zmarła w Manili w wyniku zawału serca.